# Praha-Bubny (nádraží)
Praha-Bubny je železniční stanice v Praze-Holešovicích v oblasti bývalé vsi Bubny, na železniční trati Praha–Rakovník a větvi železniční trati Praha–Děčín vedoucí z Masarykova nádraží, nedaleko stanice metra C Vltavská.
Součástí stanice byla do roku 2025 železniční zastávka Praha-Holešovice zastávka na kralupské trati. Vlečkový systém představovala především Holešovická přístavní dráha, na stanici byly napojeny také dílny pro opravy vozidel, výtopna aj.
V souvislosti s modernizací úseku Praha-Bubny – Praha-Výstaviště proběhla v letech 2023 až 2025 celková přestavba stanice. Nástupiště byla přesunuta blíže k vestibulu stanice metra Vltavská a stanice slouží pro nástup a výstup cestujících i pro vlaky na trase Praha – Kralupy nad Vltavou náhradou za zrušenou zastávku Praha-Holešovice zastávka.

## Historie

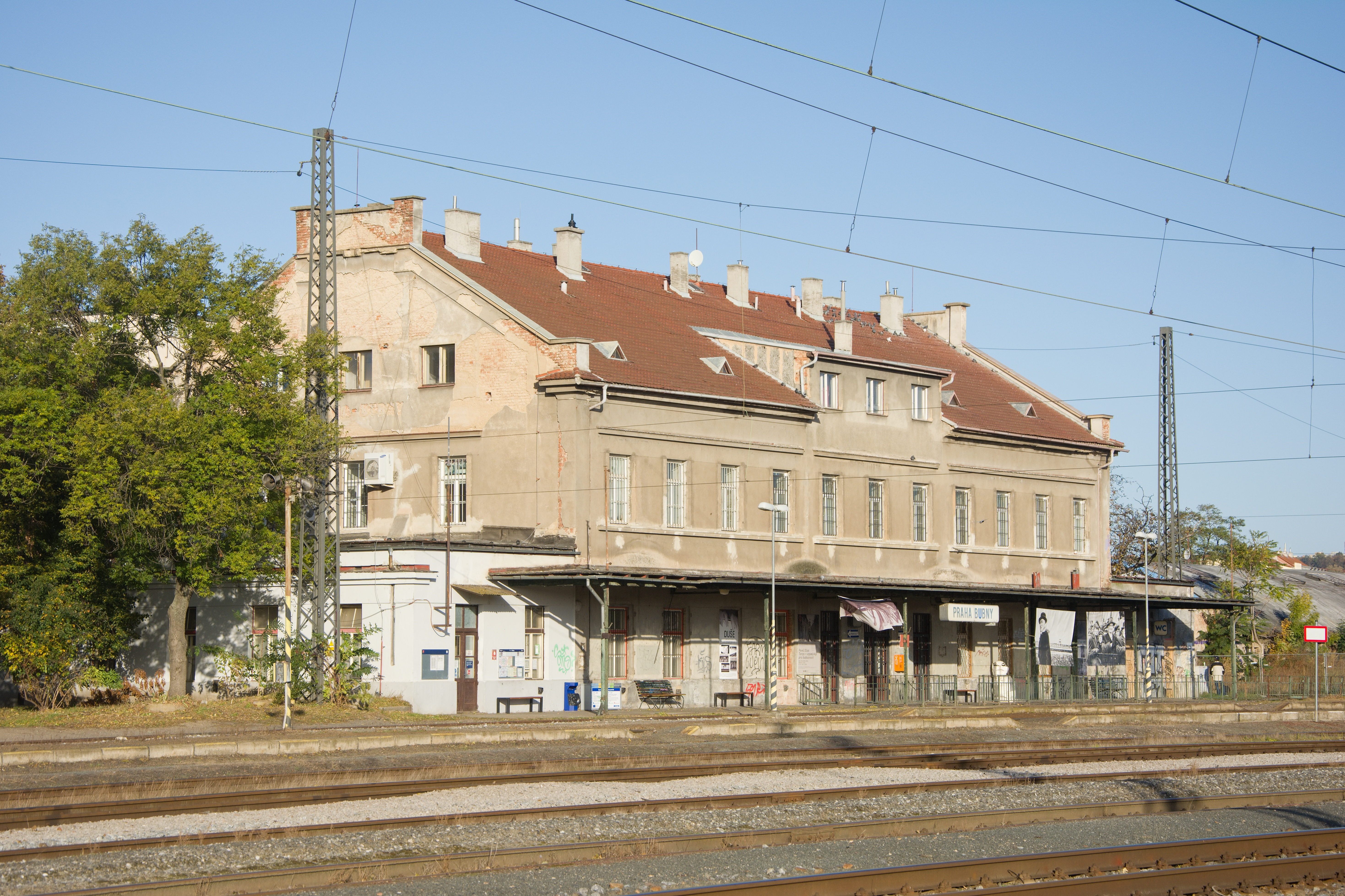
Nádražní budova z roku 1923

Severní státní dráha směrem k Podmoklům (Děčínu) byla zprovozněna již v roce 1850. Stavba nádraží však započala až v roce 1866, kdy se začala stavět spojka Buštěhradské dráhy ze stanice Praha-Dejvice, která Buštěhradskou dráhu napojila na trať tehdy již vlastněnou Společností státní dráhy, a tím umožnila jízdu vlaků přes Negrelliho viadukt na dnešní Masarykovo nádraží. Spojka byla zaústěna do bubenského nádraží a provoz zahájen 27. dubna 1868. Bývalá nádražní budova poblíž křižovatky ulic Bubenské a Veletržní pochází z roku 1923.
Původně se nádraží nazývalo Bubna a roku 1911 bylo přejmenováno na Bubny horní nádraží (část Buštěhradské dráhy) a Bubny dolní nádraží (část tehdy již znovu zestátněné Severní státní dráhy). V roce 1933 byl název obou částí sjednocen na Bubny a v roce 1941 přejmenován na nynější Praha-Bubny.
V letech 1941 až 1945 odsud odcházely transporty pražských Židů, soustředěných v areálu Radiotrhu (naproti Veletržním paláci), do ghett v Lodži a Terezíně.

### Modernizace
Mezi roky 2023 a 2025 proběhla rekonstrukce úseku Praha-Bubny – Praha-Výstaviště včetně stanice Praha-Bubny. Stavba byla součástí modernizace železnice Praha–Kladno s odbočkou na letiště Ruzyně. V rámci modernizace byla zřízena dvě vnější a jedno ostrovní nástupiště s vestibulem pod kolejištěm. Nástupiště jsou umístěna blíže ke stanici metra Vltavská a stanice slouží pro osobní vlaky tratě směr Kladno (v budoucnu i na letiště) i tratě do Kralup nad Vltavou. V rámci modernizace byl 12. května 2023 zastaven provoz v úseku Praha-Bubny – Praha-Dejvice, následně došlo k odtěžení náspů, snesení mostu přes ulici Dukelských hrdinů a zrušení železničního přejezdu v Bubenské ulici. Provoz na kralupské trati byl zachován po provizorní jednokolejné přeložce ve východní části stanice, a to až do března 2025, kdy byla přeložka zrušena z důvodu nutnosti napojení Negrelliho viaduktu na budovanou trať v nové poloze. V souvislosti s tím byla zrušena i zastávka Praha-Holešovice zastávka. Tratě vycházející ze stanice jsou vedeny po estakádě a na trati do Kladna přibyla zastávka Praha-Výstaviště.

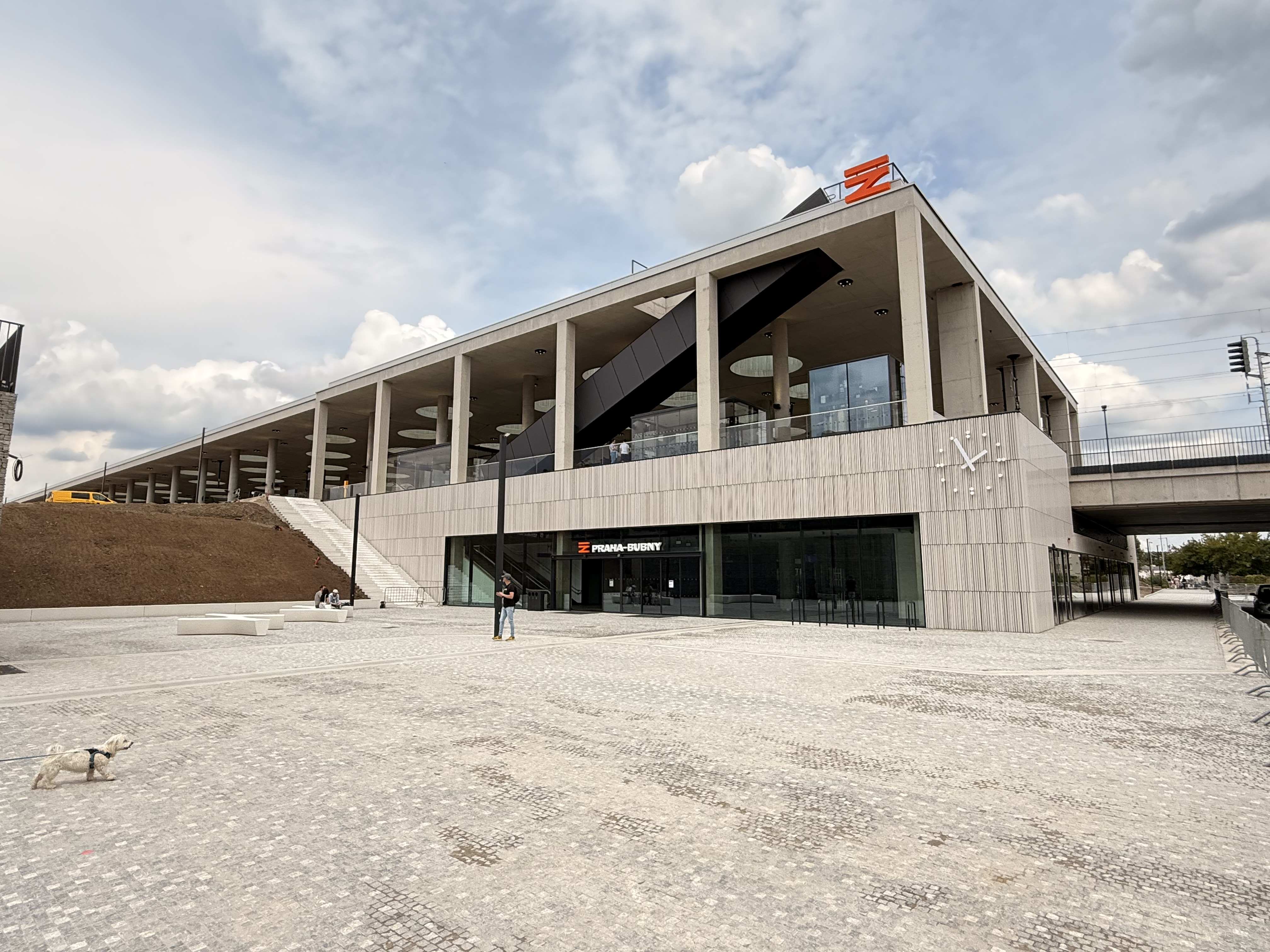
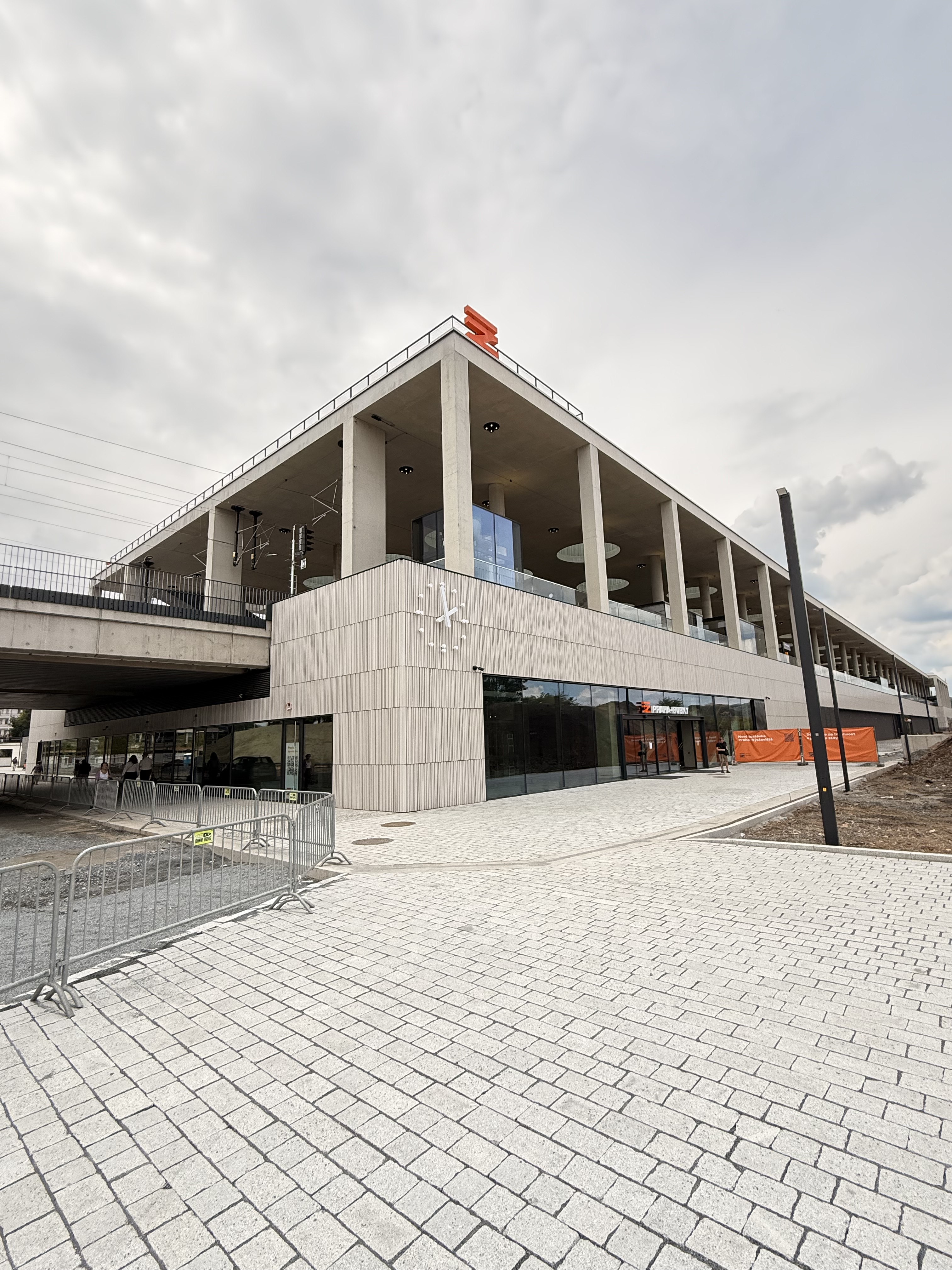
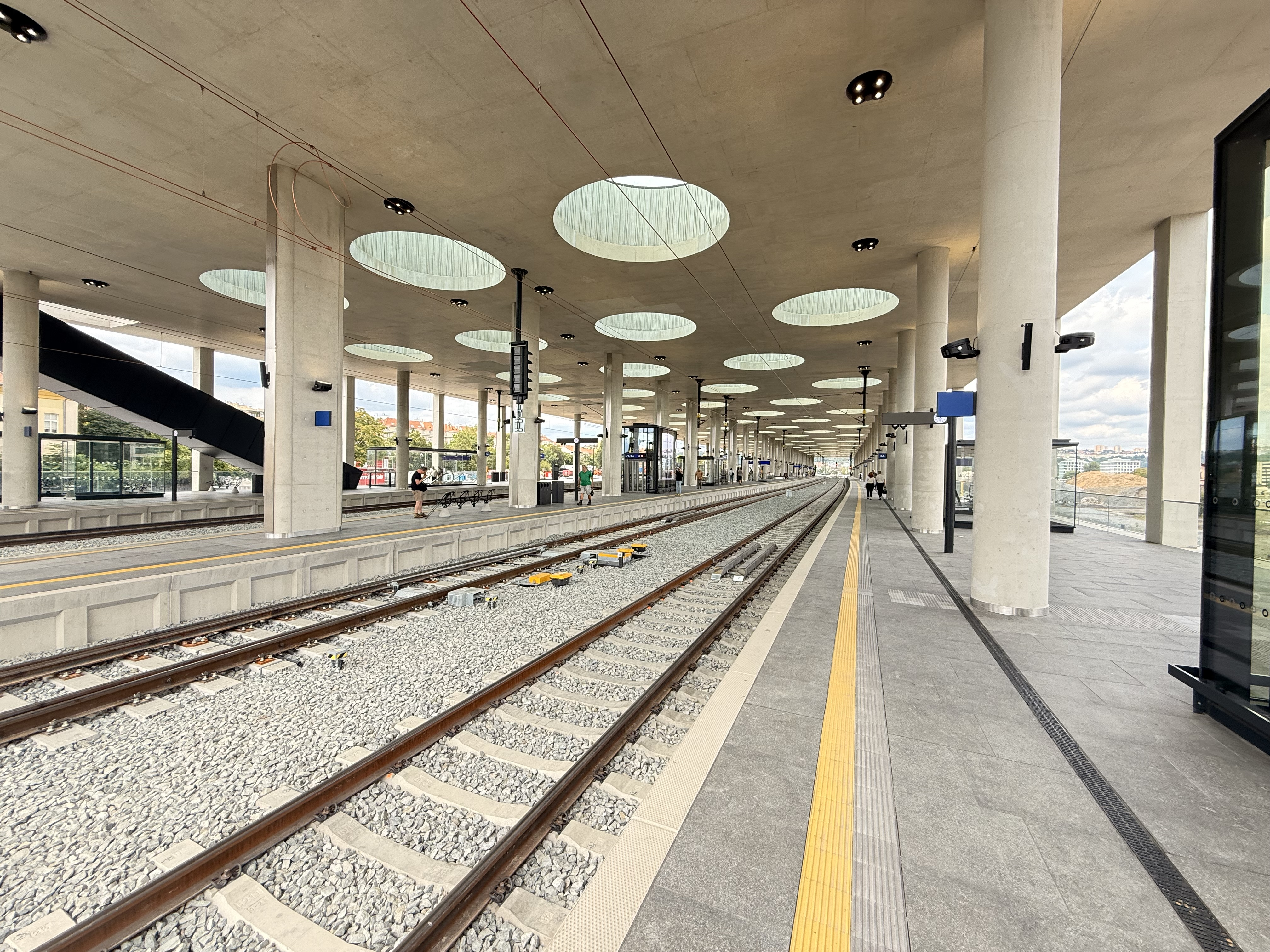

Od 11. května 2023 je stanice zapojena do dálkového ovládání z CDP Praha.

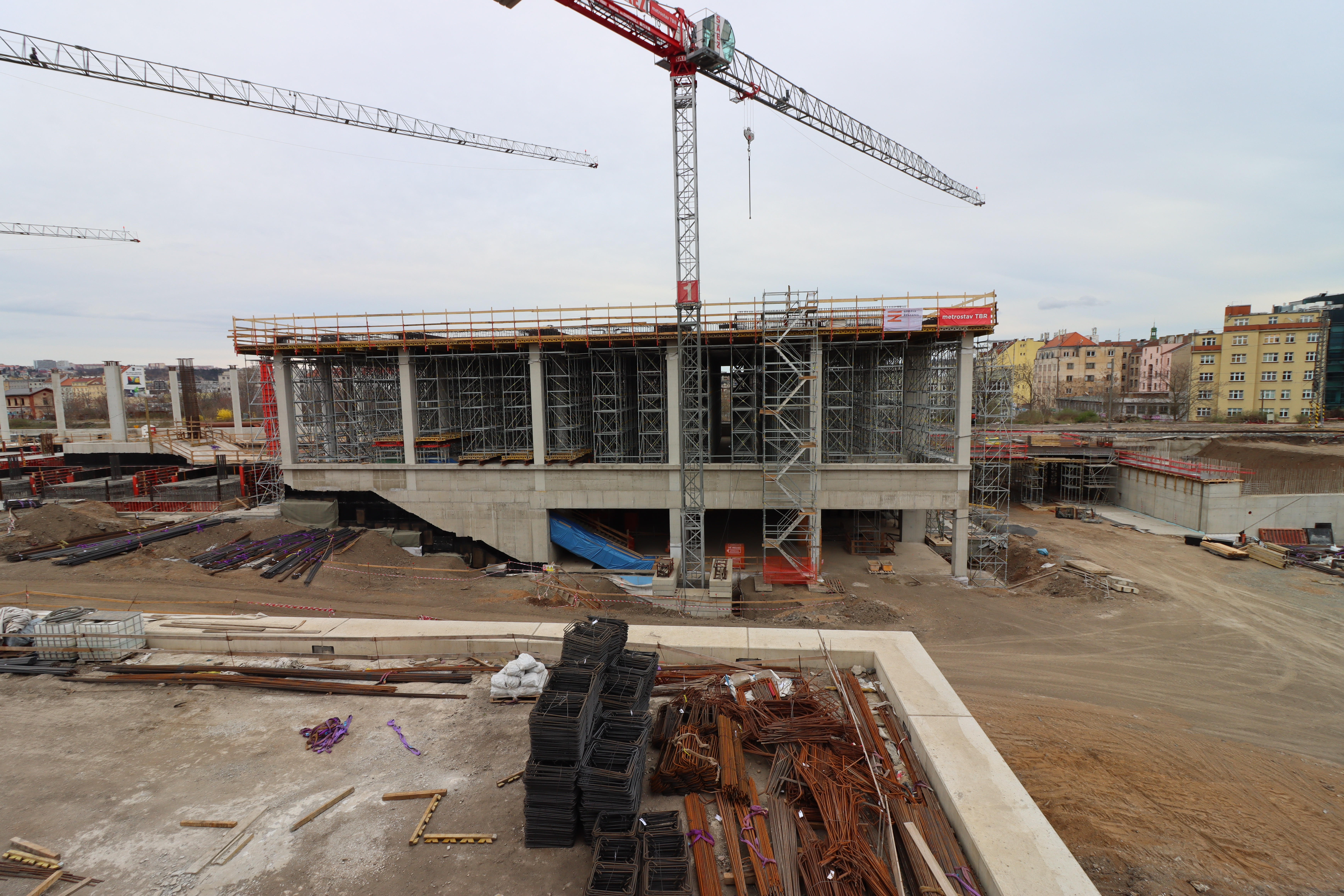
Výstavba stanice v roce 2024
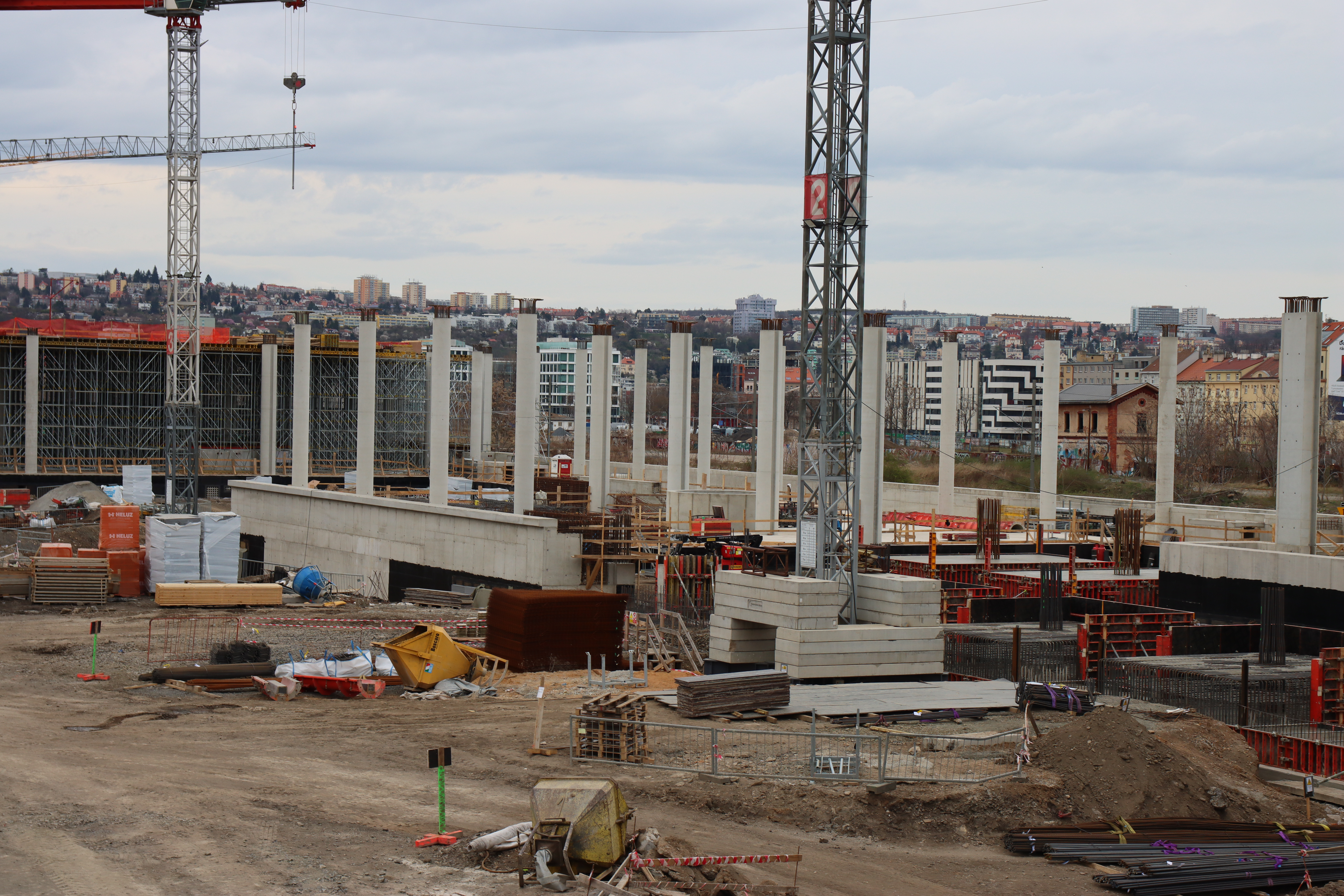
Výstavba stanice (2024)
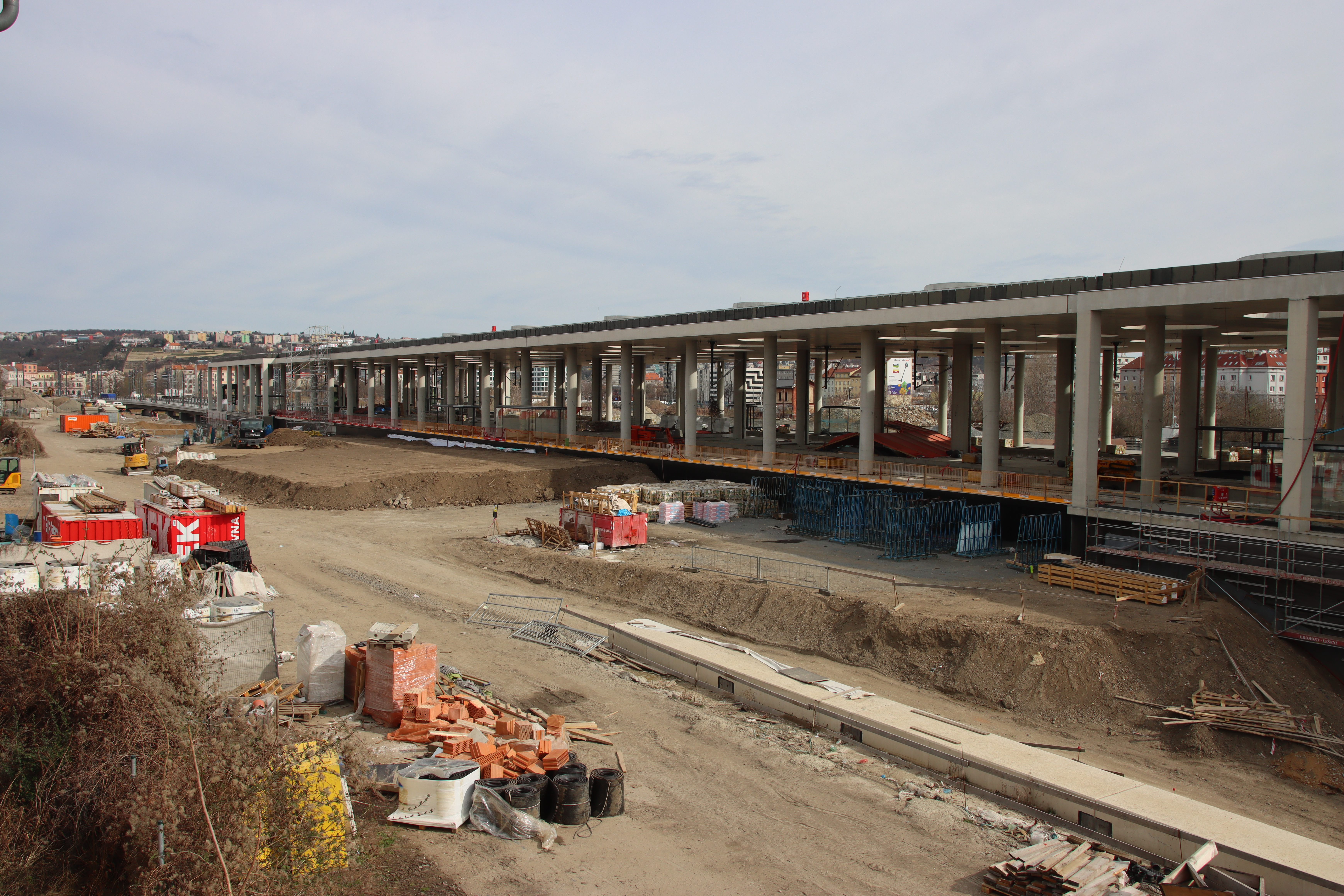
Výstavba stanice (2025)
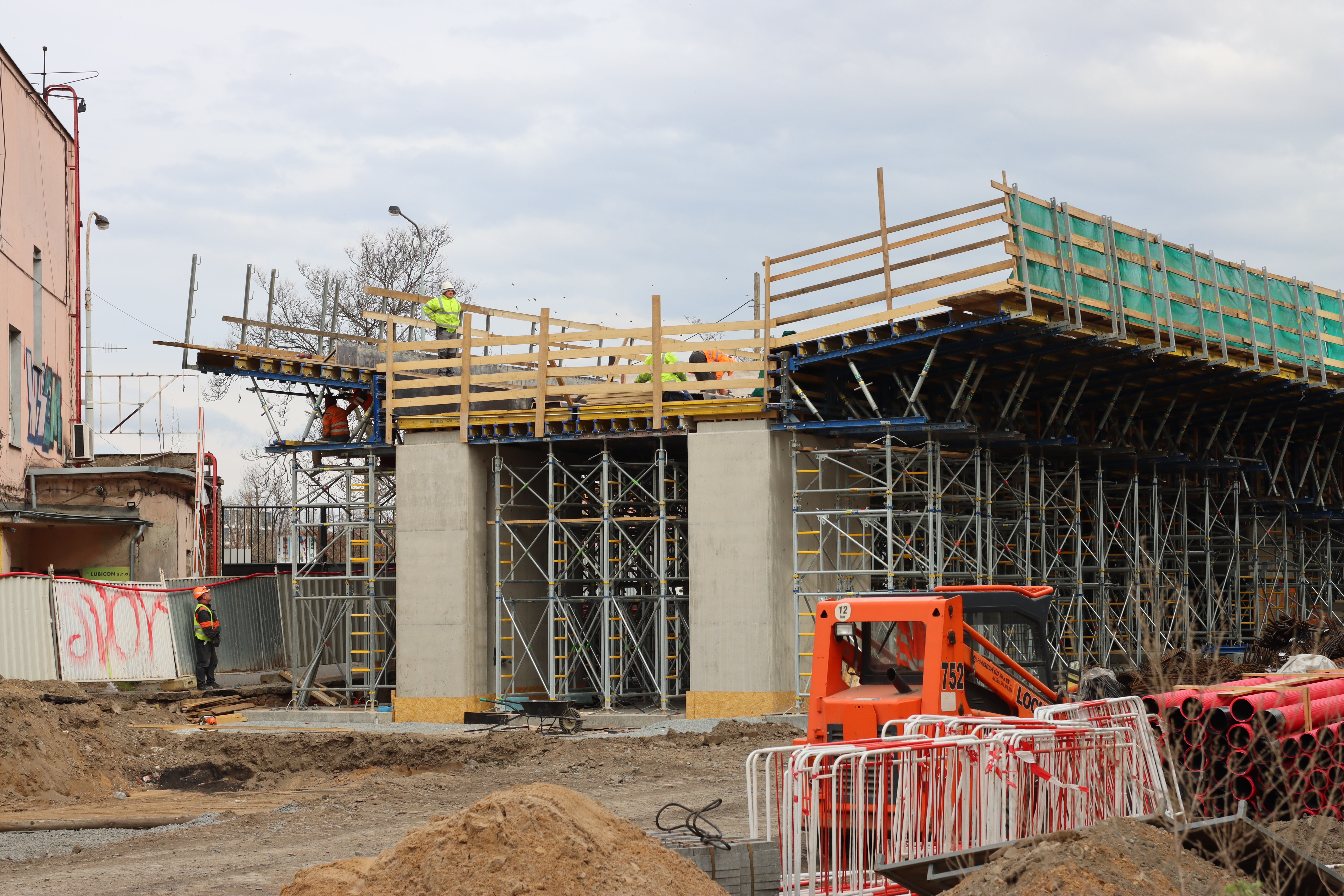
Výstavba estakády směr Výstaviště (2024)
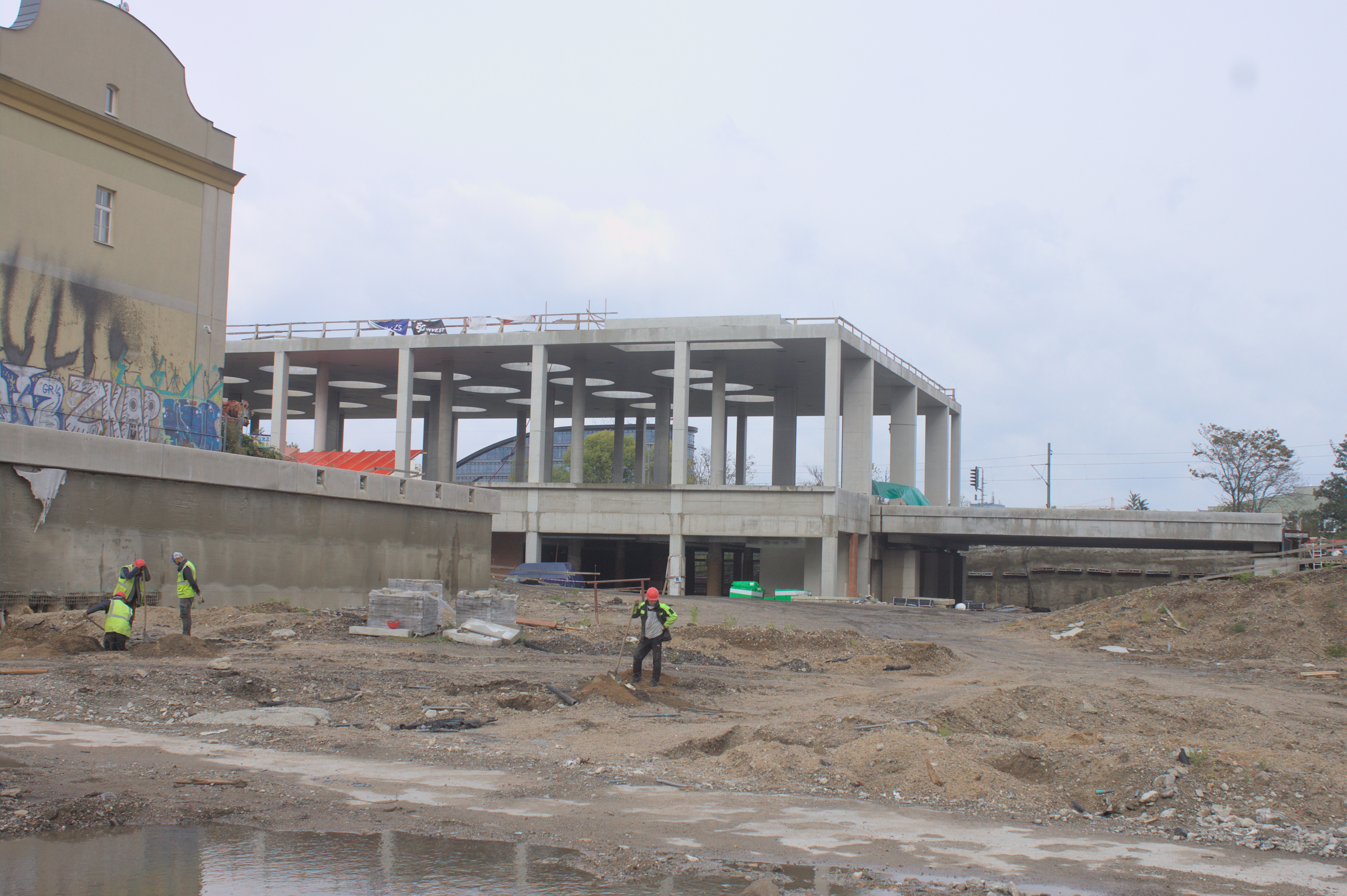
Výstavba stanice (2025)
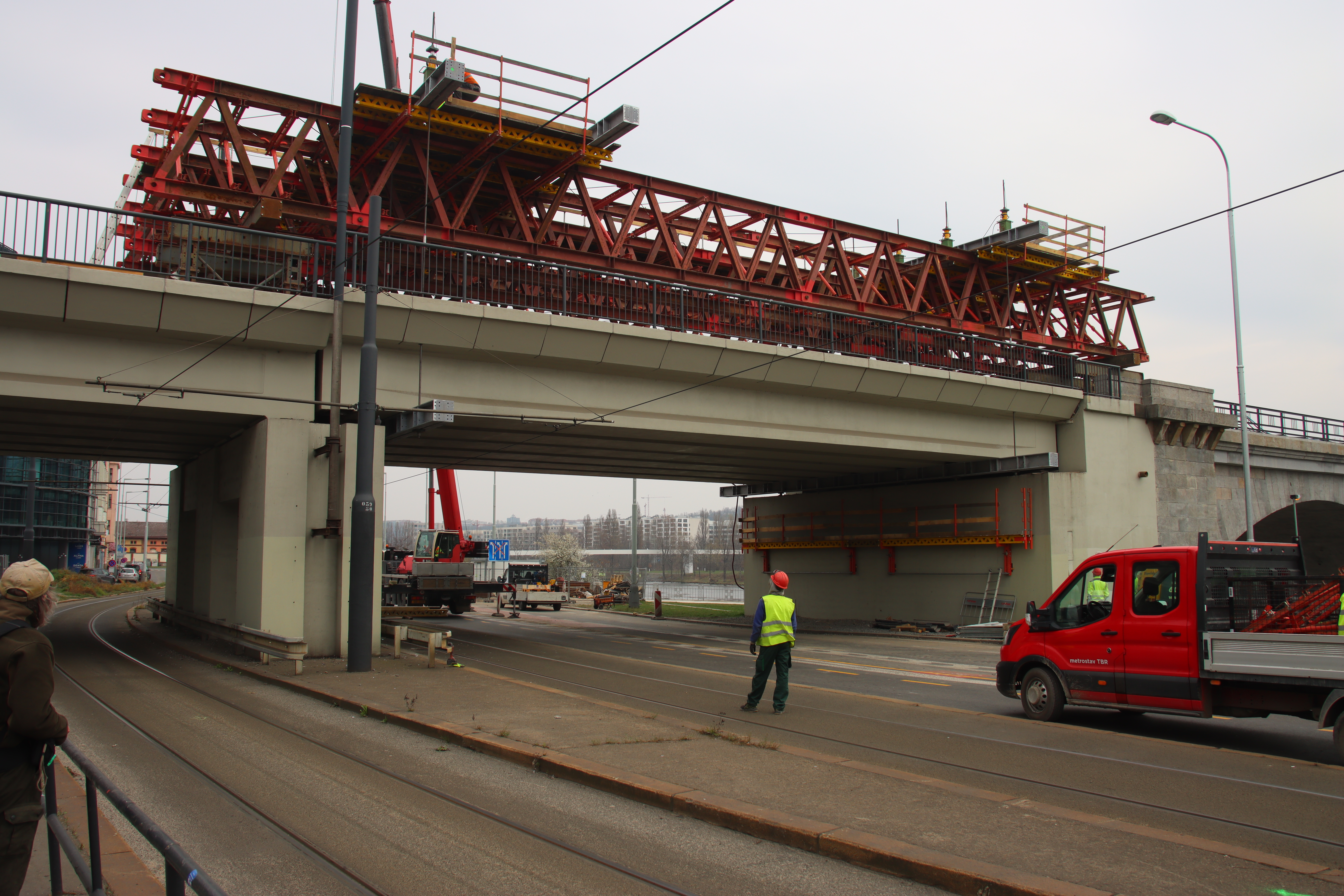
Zvedání mostu přes Bubenské nádraží (2025)
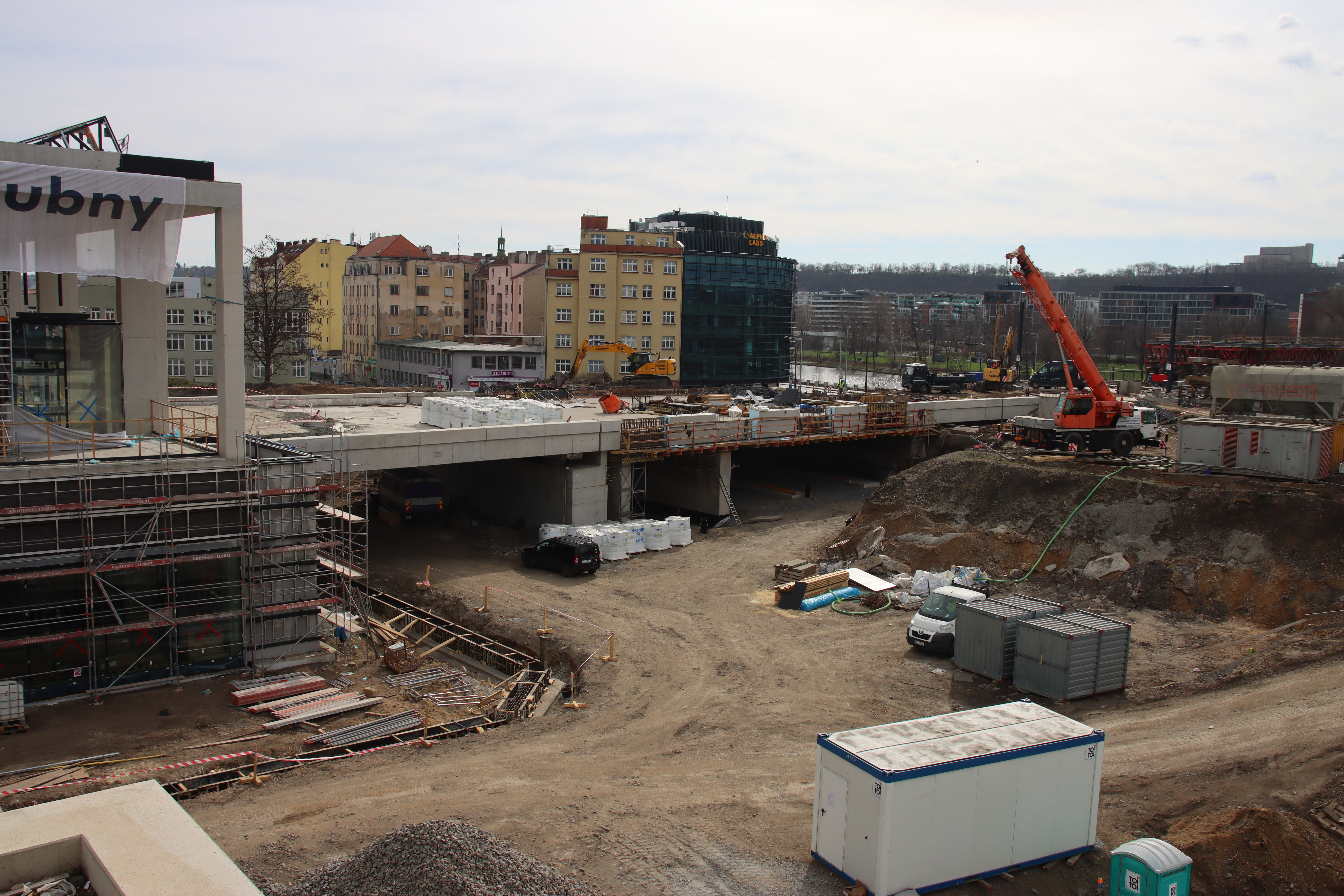
Výstavba mostu přes plánovanou přeloženou železniční trať (2025)
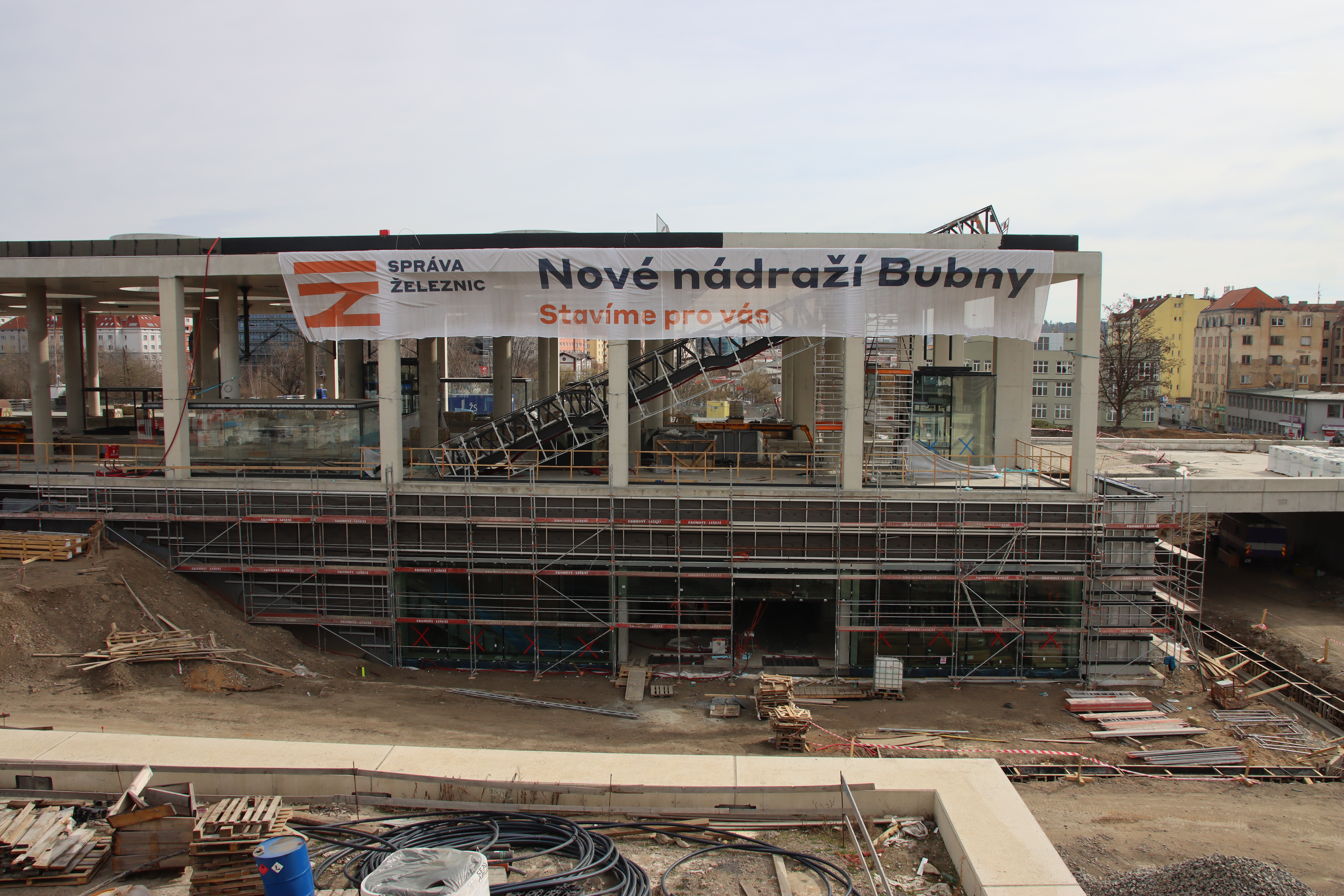
Staveniště v roce 2025

## Depo a dílny

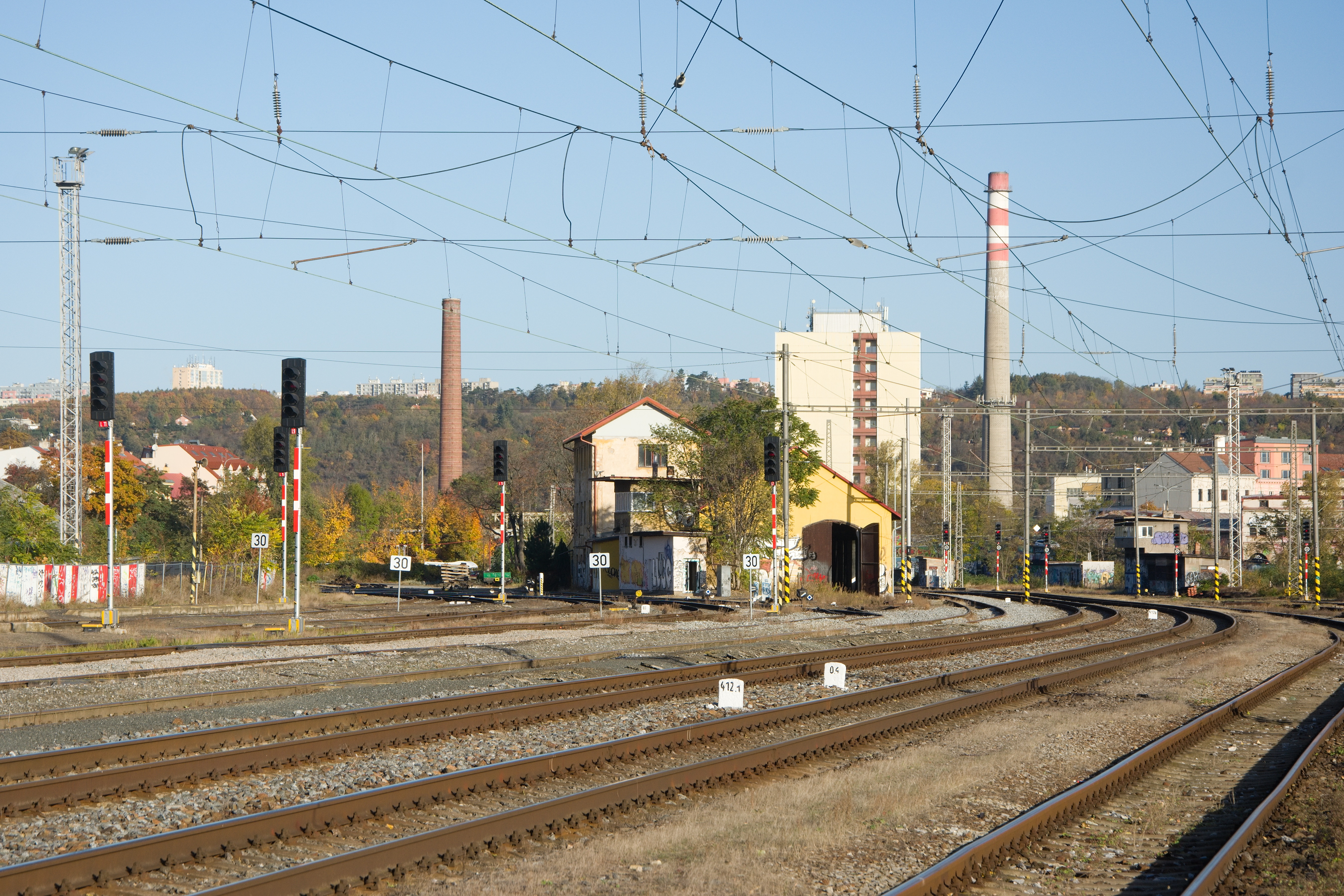
Severní zhlaví stanice v roce 2021

Součástí vybudovaného nádraží bylo i velké depo, rozsáhlé dílny a výtopna. Největší část železničního depa vybudovala v letech 1869–1873 společnost Severní státní dráha, které již nedostačovaly prostory u Masarykova nádraží. Prostory měly kapacitu až 140 vozů a patřila k nim lakovna a pila. V roce 1948 bylo nákladové nádraží s pilou Karl Neuber v Praze VII-Bubnech znárodněno na základě vyhlášky č. 2339/1948, o znárodnění podniků velkoobchodních v oboru obchodu s palivy, a s ním též všechny související podniky. Opravny prošly v letech 1956–1958 rekonstrukcí, která umožnila úpravy většího portfolia vozů včetně elektrických jednotek, hlavně řady 451. Později se začaly dílny specializovat na opravy poštovních vozů a během roku 2000 byl provoz v dílnách ukončen úplně.[zdroj?]
Budova dílen byla výjimečná i svými rozměry 160 × 65 m. Po léta zde byly deponovány vládní salonní vozy, poté i vozy pro nostalgické vlaky. Opravy vozů se zde prováděly do května 2013, již v režii soukromé firmy.
V roce 2006 byly rozsáhlé pozemky v obvodu stanice ve výběrovém řízení prodány za 1,1 miliardy korun společnosti Orco Omikron z realitní skupiny Orco Property Group, která v oblasti plánuje v horizontu deseti let vystavět obytný, zábavní a administrativní komplex.
Projekt nové čtvrti původně počítal s výstavbou luxusních i klasických bytů, kancelářských prostor, nové školy, zdravotnického zařízení a univerzitního kampusu.

## Památková ochrana a snahy o záchranu dílen

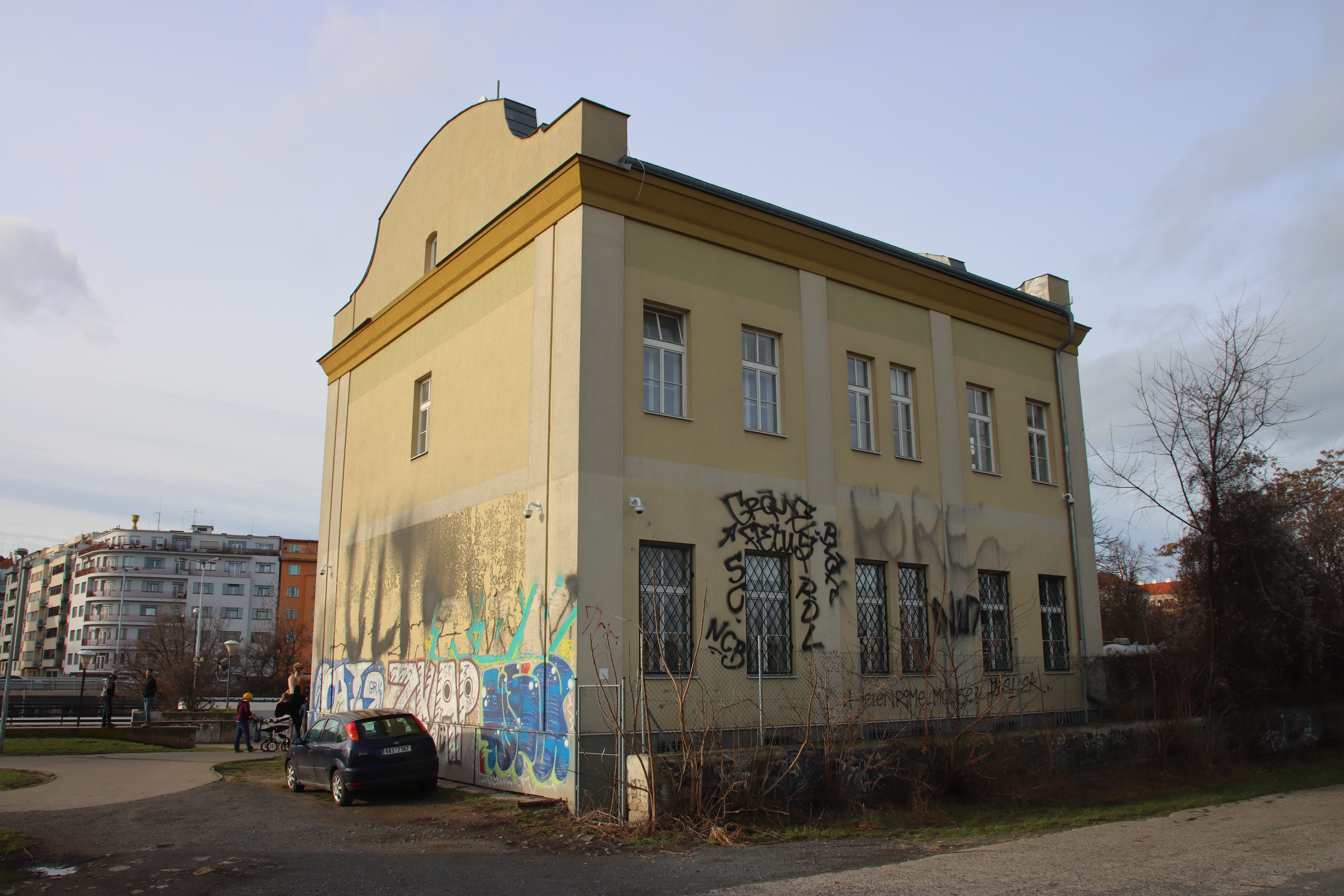
Budova bývalé železniční celnice

Areál nádraží, výtopen a dílen byl roku 2004 prohlášen kulturní památkou České republiky, roku 2008 však byla památková ochrana omezena pouze na objekt nádražní vodárny, která tak je chráněna dosud. Později bylo zmiňováno, že v památkové ochraně zůstaly i vnitřní sloupy budov, ale ty v seznamu nemovitých kulturních památek nejsou uvedeny.
Nadšenci pro záchranu budovy navrhovali, aby zde byla buď zachována opravna, nebo zřízena například koncertní síň či železniční muzeum. Majitel a developer dosáhl zrušení památkové ochrany, získání a opakovaného prodloužení demoličního výměru a nakonec CPI Property Group podnikatele Radovana Vítka, kterou si Orco Property Group najala jako developera, budovu zbourala.
Nové vedení městské části Praha 7 se poslední půlrok před demolicí intenzivně snažilo o záchranu budovy, developer po stejnou dobu intenzivně připravoval demolici. Starosta Jan Čižinský tvrdil, že studie počítaly se zachováním dílen a jednatelé společnosti půl roku tajili, že připravují demolici, což označoval za podvod. Představitelé developera oponovali, že platný demoliční výměr byl řádně vydán v roce 2010 a opakovaně prodlužován, naposledy v roce 2013 s platností do konce roku 2015, z čehož musel být záměr investora zřejmý. Generální ředitel Orco Property Group Jiří Dedera uvedl, že demolice je v souladu s dlouhodobou strategií i řádně projednaným a schváleným záměrem. Starosta pohrozil menší vstřícností vůči investorovi a označil demolici za neuctivou k historickému dědictví. Podobně se vyjádřil i náměstek pražské primátorky Matěj Stropnický. Starosta Čižinský i primátorka Prahy Krnáčová se spolu s ministrem financí Andrejem Babišem po zahájení demolice ještě pokusili vyjednat zachování alespoň části budov.
Investor demolici dlouho z finančních důvodů odkládal, změna nastala s tím, když jej majetkově ovládl podnikatel Radovan Vítek.
Demolice areálu dílen začala 7. září 2015 a demoliční práce měly trvat tři měsíce. Podle investora se památková ochrana týkala pouze vnitřních sloupů, které firma zachovala spolu s významnými architektonickými prvky industriální výstavby je chce zakomponovat do nové výstavby.

## Památník ticha

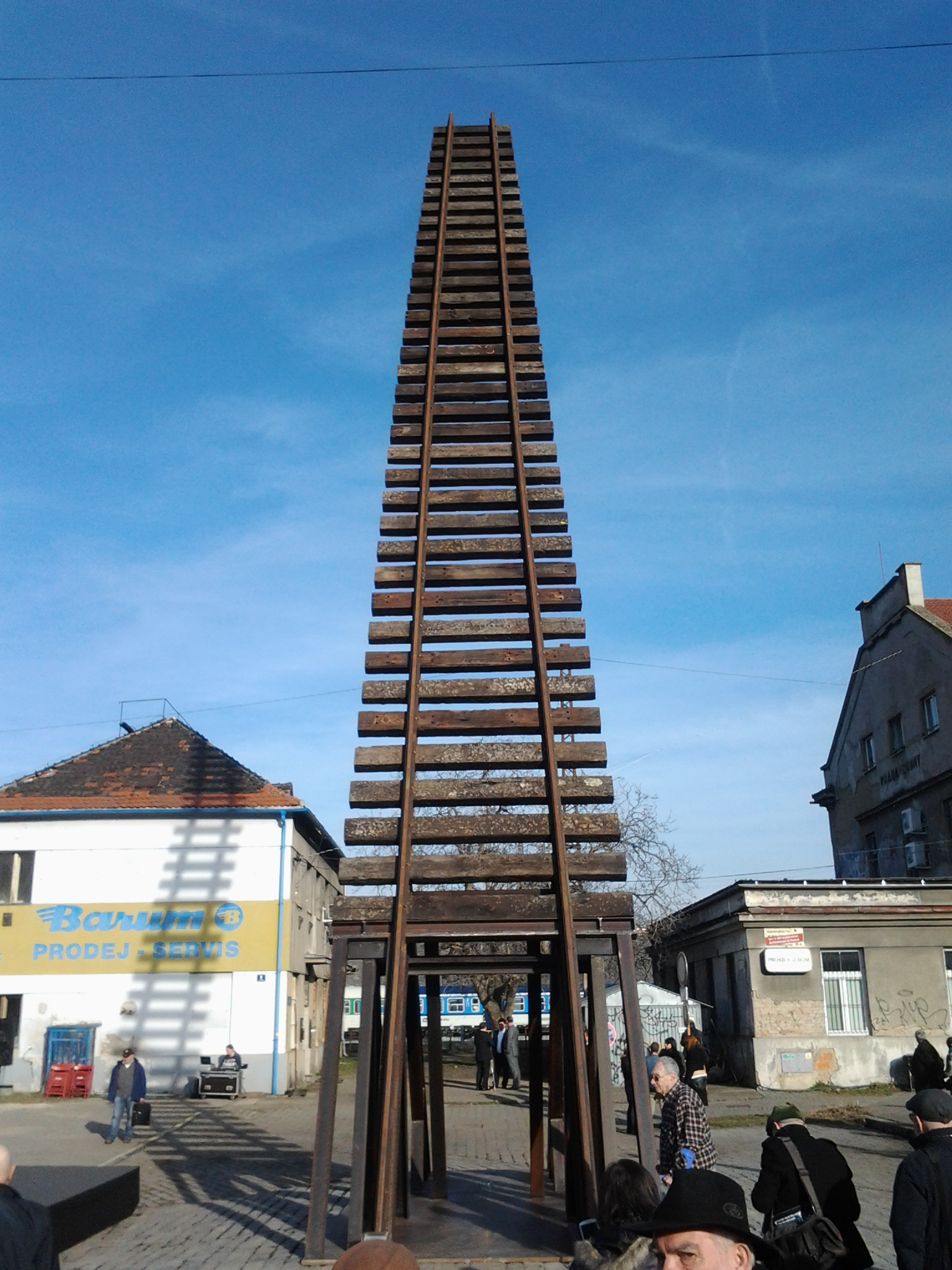
Brána nenávratna
(Aleš Veselý, 2015)
nádraží Praha-Bubny

Dne 9. března 2015 byla na nádraží Praha-Bubny slavnostně odhalena rozměrná plastika s názvem „Brána nenávratna“ od sochaře Aleše Veselého v podobě dvacetimetrové koleje zdvižené k nebi (symbolizuje Jákobův žebřík). Datum odhalení této instalace je i připomínkou noci z 8. na 9. března 1944, kdy bylo zavražděno téměř 4000 vězňů takzvaného terezínského rodinného tábora v Osvětimi. Obří artefakt stojí na místě židovských transportů jako brána na cestě, kterou procházely válečné transporty k deportačním vlakům. Socha nese poselství, že nádraží poznamenané tragickými osudy pražských Židů (odtud bylo deportováno v letech 1941 až 1945 na 50 000 židovských občanů Prahy do Terezína a jiných koncentračních táborů) je připraveno k plánované přestavbě na Památník ticha jako připomínku obětí holokaustu. 
Projekt na přestavbu bývalé nádražní budovy na Památník ticha jako vzpomínkové centrum holokaustu a moderní historie obecně získal stavební povolení i výjimku ze stavební uzávěry. Společnost „Památník Šoa Praha“ uzavřela s Českými drahami smlouvu na padesátiletý pronájem. Autorkou projektu přestavby nádraží je Šárka Malá z ateliéru Romana Kouckého. V červenci 2025 Správa železnic zadala firmě Metrostav DIZ kompletní rekonstrukci původní výpravní budovy, která se promění v Centrum paměti a dialogu Bubny. Hodnota zakázky činí 186,9 mil. Kč, dokončení se očekává v roce 2027.

## Zastávky v obvodu stanice

### Praha-Výstaviště
Zastávka leží v km 1,319 železniční trati Praha–Rakovník. Zastávka se skládá ze dvou vnějších nástupišť, která jsou u staničních kolejí č. 5c a 3c.

### Praha-Holešovice zastávka (zaniklá)
Železniční zastávka Praha-Holešovice zastávka ležela přibližně 500 metrů severně od budovy bubenského nádraží na jeho zhlaví. Byla zřízena v roce 1890 a zastavovaly v ní osobní vlaky větve děčínské trati vedoucí z Masarykova nádraží, které nádražím Praha-Bubny projížděly. Důvodem byla lepší dostupnost návazné dopravy a bezpečnost cestujících, protože na nádraží v Bubnech se kolejiště děčínské trati nachází až za kolejištěm trati do Kladna, které by bylo nutné přecházet.

### Praha-Bubny Vltavská (zaniklá)

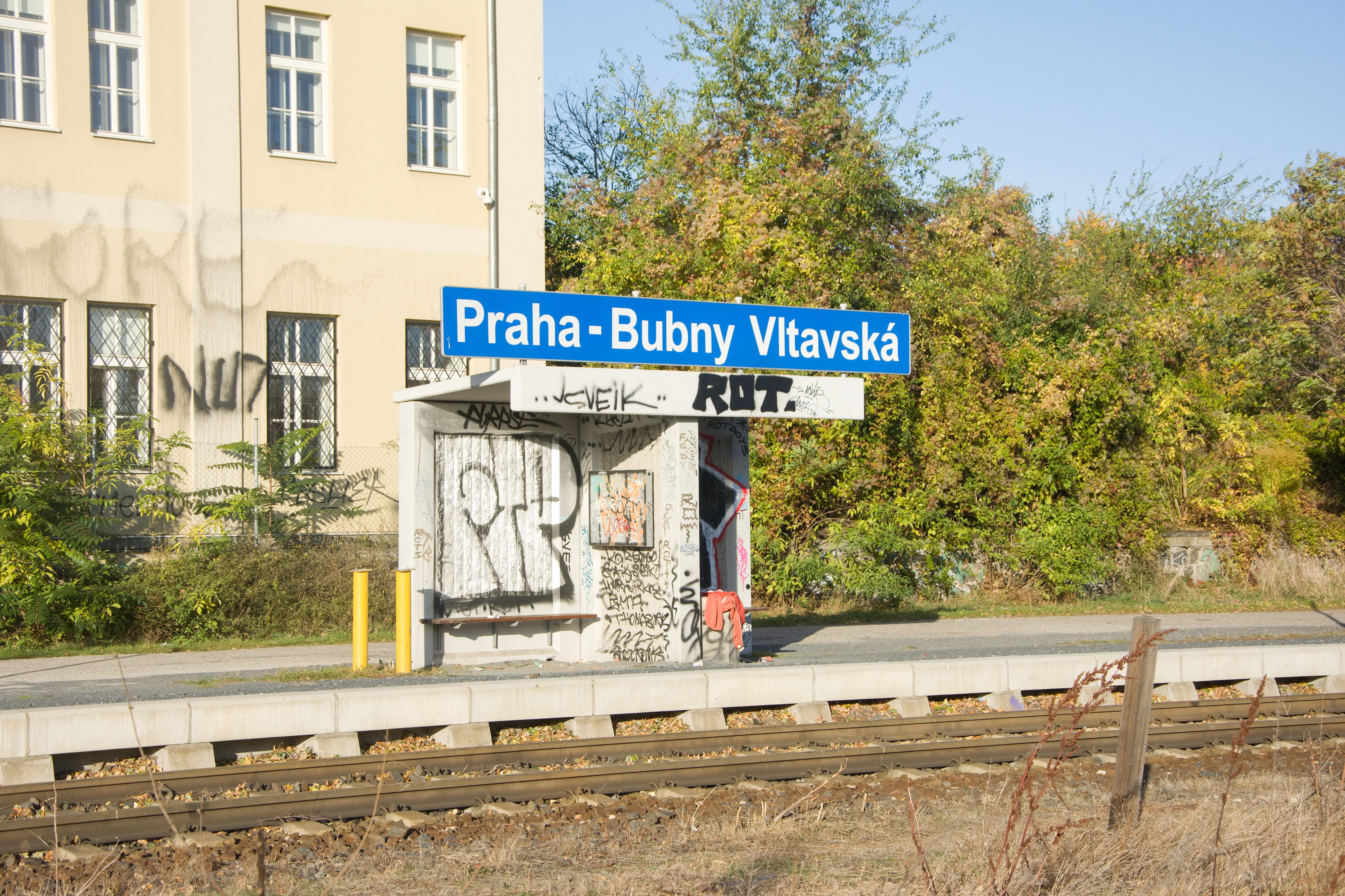
Zastávka Praha-Bubny Vltavská

Zastávka byla zřízena na kusé koleji roku 2017 po dobu výluky z důvodu rekonstrukce Negrelliho viaduktu. Vlaky ze směru od Kladna zde končily, ze směru od Ústí nad Labem jezdily odklonem přes nádraží Praha-Holešovice. Ze zastávky bylo možné přestoupit na tramvaje a na metro linky C ve stanici Vltavská. Po ukončení rekonstrukce viaduktu přestala být od 1. června 2020 používána a vlaky opět začaly zastavovat ve stanici Praha-Bubny.

## Propojení přes kolejiště
Podle zprávy z února 2016 městská část Praha 7 chtěla na jaře 2016 jednat se SŽDC o vybudování lávky, která by spojovala Veletržní a Dělnickou ulici přes kolejiště. Mělo jít o dočasnou stavbu do doby, než bude hotová nová výstavba kolem železnice.
V únoru 2024 započala výstavba 400 metrů dlouhé spojky pro pěší a cyklisty spojující Veletržní a Dělnickou ulici. K jejímu otevření došlo v září téhož roku a byla pojmenována po Nicholasu Wintonovi. Stezka vede pod kolejištěm a v budoucnu ji mají nahradit nové ulice.